# Cédric Coréa
Cédric Coréa (* 24. September 1990 in Porto-Novo) ist ein beninischer Fußballspieler.

## Karriere

### Verein
Coréa begann seine Karriere am Centre International de Formation Adjavon Sébastien de Djeffa (CIFAS). 2007 verließ er CIFAS, unterschrieb einen Vertrag bei JS Pobe und gab sein Debüt im Championnat National du Benin. 2008 wechselte er zum AS Porto-Novo und eineinhalb Jahre später zu den AS Dragons. Im Oktober 2010 verließ er die AS Dragons und unterschrieb bei USS Kraké. Am 22. November 2012 verkündete er seine Rückkehr zum Rekordmeister AS Dragons. Im Juli 2014 wechselte Coréa zum Störtebeker SV in Hamburg, wo er drei Jahre spielte, bevor er beim Eimsbütteler SV (Bezirksliga) unterschrieb. Dort spielte er bis 2018.
Im Sommer 2024 schloss sich Coréa nach langer Verletzungspause (Kniebeschwerden) dem Hamburger Kreisligisten TSV Wandsetal an.

### Nationalmannschaft
Coréa ist ehemaliger Nationalspieler des Benins. 2007 nahm er für Benin am UEMOA Tournament teil.